# Palais épiscopal de Montauban
L'ancien palais épiscopal de Montauban est situé dans le département français de Tarn-et-Garonne, 17, rue de l'hôtel de ville, à côté du Pont vieux, à Montauban.

## Historique

### Fondation de Montauban
Le palais épiscopal est implanté sur une ancienne terre allodiale appelée Cantaloube qui appartenait avant 1144 à trois chevaliers de Montauriol. Albert II, abbé de Saint-Théodard a acheté cet alleu aux chevaliers le 14 mai 1140.
Alphonse Jourdain, comte de Toulouse, s'empare du domaine que venait d'acheter l'abbaye de Montauriol en 1144 et fonde le 9 octobre 1144 la ville de Montauban. La charte de fondation prévoit dans l'article 11 de construire un château comtal et, dans l'article 24, que les habitants du lieu construiront un pont sur le Tarn. Et quand le pont sera bâti, le seigneur comte s'entendra avec six prudhommes, des meilleurs conseillers, habitants dudit lieu, sur les droits qu'ils devront y établir, afin que ledit pont puisse être entretenu et réparé. D'après une bulle du pape Eugène IV du 23 juin 1145, le château est en cours de construction. Les archives de la ville de Montauban citent, le 5 juillet 1168, le château comtal, appelé Castellare, en rive droite de la Pissotte. Il est parallèle aux remparts de la ville. L'église Saint-Jacques est construite à proximité avant 1148.
La charte des coutumes consentie par le comte de Toulouse à tous les habitants de la nouvelle cité donne des privilèges fiscaux et juridiques qui vont attirer des habitants du bourg monastique de Montauriol. L'abbé proteste et obtient que le comte lui cède la moitié de ses droits sur Montauban.
Le traité de Paris de 1229 impose au comte de Toulouse Raymond VII de détruire ses châteaux, dont celui de Montauban. Il en reste probablement des vestiges de mur dans les parties basses du palais comtal dont un modillon roman avec une tête de guerrier qu'une légende dit qu'elle représente Renaud, un des Quatre fils Aymon.
La construction du pont est prévue dans la charte de 1144. Le Consulat est constitué par une addition à la charte de fondation par le comte de Toulouse, Raymond VI, le 24 mars 1195.
À la mort de Raymond VII, en 1249, le comté de Toulouse revient à sa fille Jeanne de Toulouse qui a été mariée à Alphonse de Poitiers, le frère du roi de France. Tous les deux meurent en 1271. Le roi de France Philippe III le Hardi hérite du comté de Toulouse. Il possède alors la moitié des droits sur Montauban. 
En 1317, le pape Jean XXII démembre le diocèse de Toulouse et crée plusieurs évêchés dont celui de Montauban. L'abbatiale Saint-Théodard de Montauriol devient la cathédrale.
La construction du pont n'est envisagée par les consuls qu'à partir de 1291 par l'achat de terres. Dans l'ordonnance de 1303, Philippe IV le Bel prévoit de construire le pont à côté du château. Le pont est achevé vers 1335 et comprend deux tours, une à chaque extrémité. En rive droite du Tarn, trois arches du pont sont construites à côté du château comtal.

### Le château des Anglais, Château-Neuf ou château Renaud

Salle du Prince Noir. Cette partie de la construction est attribuée à la période anglaise.

Le traité de Brétigny du 8 mai 1360 fait passer Montauban sous la souveraineté du roi d'Angleterre Édouard III, duc d'Aquitaine. Le roi de France, Jean II le Bon exigea que la ville ouvre ses portes à John Chandos, lieutenant-général du roi d'Angleterre qui y est entré le 20 janvier 1362 pour en prendre possession.
Le duché d'Aquitaine et ses nouvelles possessions sont gouvernés par le Prince noir entre 1362 et 1372. Il fait entreprendre la construction d'un château Neuf, à l'emplacement de l'ancien château comtal, à côté du Pont vieux. L'aile donnant sur le Tarn contenant la salle du Prince Noir s'appuie contre la tour du pont. 
L'imposition d'un fouage va entraîner une guerre avec le comte d'Armagnac qui fait appel au roi de France Charles V. Le duc d'Anjou, Louis Ier d'Anjou, reprend les terres cédées au traité de Brétigny entre 1369 et 1372. Les habitants de Montauban se révoltent et chassent la garnison anglaise dans les premiers jours de juin 1369. Cette révolte va laisser le château inachevé.
Pendant un siècle et demi, les salles du manoir anglais ont servi de repaire aux voleurs et aux courtisanes. Le sénéchal de Quercy a chassé les courtisanes du Château-Neuf en 1520.

### Le Château-Neuf et les consuls de Montauban
En 1528, le roi François Ier cède le Château-Neuf aux consuls de Montauban qui souhaitent en terminer la construction pour en faire la Maison commune. Cependant la faiblesse des revenus de la municipalité de lui permit pas d'entreprendre ce projet. Les consuls se sont contentés d'ajouter une porte au château pour en interdire l'accès et de louer les salles.
En 1550, la Réforme gagne progressivement les milieux étudiant et ecclésiastique. Le 18 novembre 1551, Henri II écrit à l'évêque de Montaban, Jean de Lettes, « de purger et nettoyer le diocèse des erreurs, scandales, fausses et réprouvées doctrines qui contaminent et infectent le troupeau de Jésus-Christ ». Mais celui-ci va devenir protestant pour épouser sa maîtresse, Armande de Durfort-Boissière, selon le rite protestant au printemps 1556, avant de quitter Montauban pour le Suisse.
En 1560, les consuls de Montauban refusent de répondre aux commissaires du parlement de Toulouse venus enquêter sur les progrès de l'hérésie. Le 22 juin 1560, le pasteur Le Masson vient à Montauban pour célébrer la Cène, et créer un consistoire. Le parlement de Toulouse envoie au roi, en 1561, le procès-verbal lui signifiant la rébellion religieuse de Montauban. Un premier temple a été construit place du Coq en 1565.
Les consuls renforcent les remparts de la ville en se servant de matériaux provenant de bâtiments catholiques qui ont été détruits. En 1562, la ville résiste à trois assauts commandés par Blaise de Monluc. La tour du pont située à côté du Château-Neuf a été mise à mal au cours de ces assauts. L'édit d'Amboise impose la démolition des remparts avant la venue du roi Charles IX pendant son grand tour, en 1565. Elle est rapidement restaurée en 1569.  Mal restaurée, elle doit être détruite en 1574 pour être reconstruite.
Certains textes anciens déclarent qu'un souterrain reliait le Château-Neuf à la rive gauche du Tarn, comme dans le poème de Jean Fournier de 1564, intitulé Affliction de la ville de Montauban, l'an 1562 :
Tout au bout de ce pont on void le chasteau vieux,
Au lez du fleuve Tar, plein de souterrains lieux,
De brique tous bastiz et creux dessous la terre :
Ce qu'on estime fait pour retraitte en la guerre,
Car il est tout voulté et en main un endroit
Ha plusieurs lieux secretz avec passage estroit,
Et destours et retours d'une allée petite,
Tels qu'on s'y perdroit comme en un labyrinthe.
Deux salles souterraines existent sous l'aile droite du palais. Elles ont été construites à l'époque médiévale contre les arches d'approche du pont. La seconde est ouverte sur une arche. Le 22 mars 1567, les consuls décident de louer au sieur Bertrand Lanyel la partie du château se trouvant au-dessus de ces salles.
À partir de 1567, les fortifications de Montauban sont remises en état. La cour du Château-Neuf qui se trouve à l'avant des remparts est remblayée jusqu'au niveau actuel pour constituer la plate-forme du Castel-Nyo. Les travaux commencés en 1568 se poursuivent en 1588. En 1574, on a muré une des grandes croisées de la salle du Prince-Noir. Les consuls ont loué une partie du terrain permettant de construire des maisons citées dans des actes de 1581, 1585 et 1608. En 1598, une annexe de l'édit de Nantes fait de Montauban une place de sûreté protestante.
Le roi Louis XIII intervient au Béarn en 1620 pour imposer le rétablissement de l'Église catholique et rattacher le Béarn et la Navarre au royaume de France. Le 25 décembre 1620, une assemblée générale protestante décide de se rebeller en créant un quasi-État protestant. Les consuls de Montauban décident de remettre en état les fortifications de la ville. En janvier 1621 les consuls se rendent au Château-Neuf. Ils décident de fermer toutes les ouvertures des salles médiévales. Une partie des voûtes sont rompues pour combler une partie des salles. La plateforme commencée en 1568 est terminée. Elle est bordée du côté du Tarn par un parapet crénelé et protégé par trois fortes échauguettes. La ville résiste à Louis XIII à un siège entre août et novembre 1621.
Après la capitulation de La Rochelle, le 28 octobre 1628, les consuls de Montauban négocient leur reddition au roi en 1629. Le roi accepte la capitulation à la condition que la ville détruise ses fortifications. Le 20 août 1629, le cardinal de Richelieu se présente à la porte de Villebourbon. Il se dirige à l'église Saint-Jacques détruite par les protestants à l'exception de son clocher pour y célébrer la messe. L'église Saint-Jacques est élevée au rang de cathédrale en remplacement de la cathédrale Saint-Théodard de Montauriol détruite. Une épidémie de peste se déclare dans Montauban juste après le départ du cardinal, tuant 6 000 habitants en six mois. Les démolitions des remparts se poursuivent jusqu'en 1633. Les murs crénelés et les échauguettes du château disparaissent.

### Le palais épiscopal

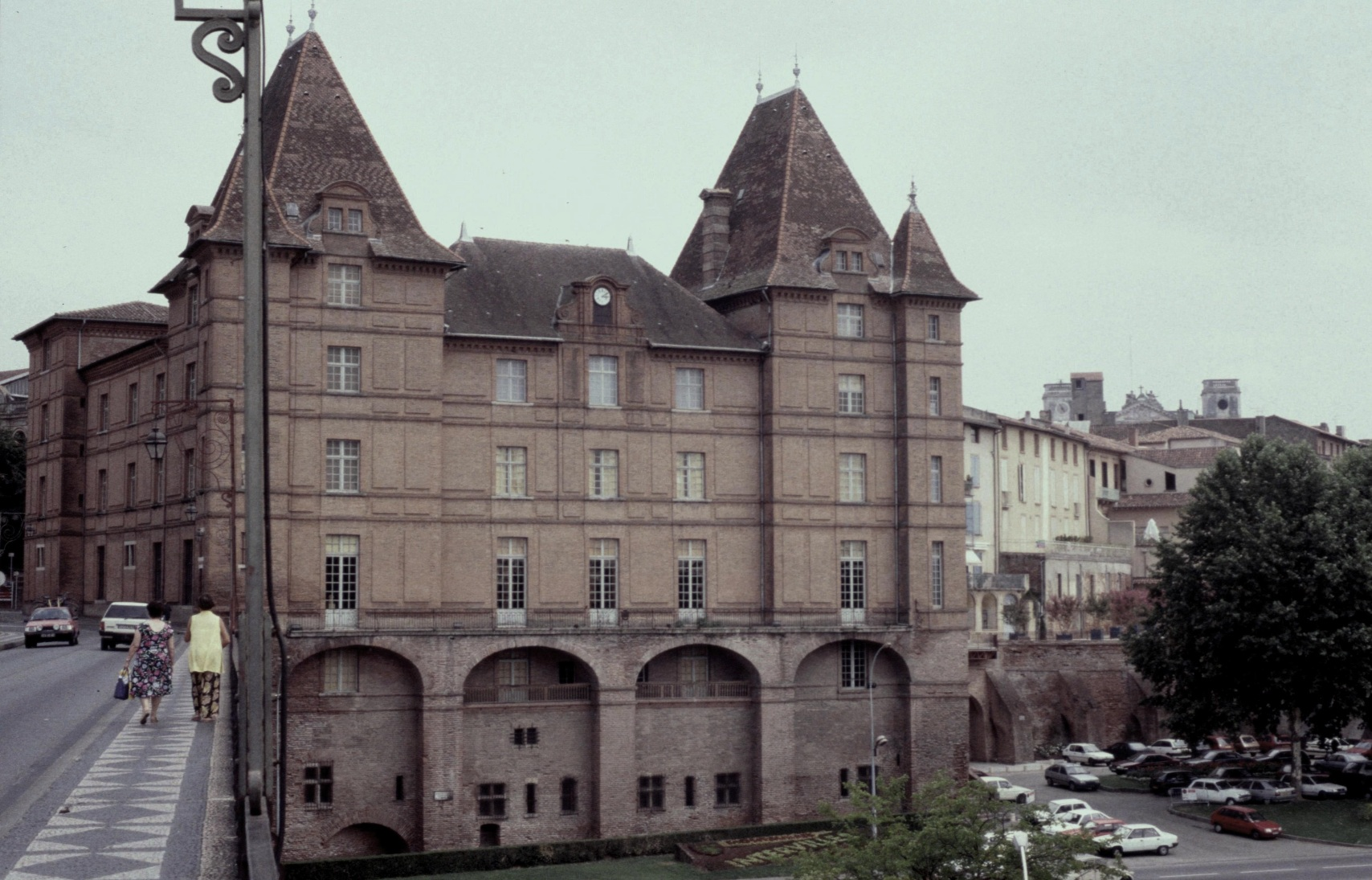

L'évêque de Montauban Anne de Murviel et le chapitre cathédral qui s'étaient retirés à Beaumont-de-Lomagne reviennent à Montauban. Pierre de Bertier est le coadjuteur de l'évêque en 1636, avant de le remplacer à sa mort, en 1652.
En 1661, le marquis de Saint-Luc s'installe à Montauban avec ses troupes et mène une répression contre la résistance huguenote. C'est probablement à la suite de cette opération que l'évêque décide de s'installer sur le site du Château-Neuf.
En 1662, grâce à l'intervention de l'intendant de la généralité de Montauban, Claude Pellot, et de Colbert, le roi Louis XIV a fait don à l'évêque Pierre de Bertier des masures du « vieux chasteau, qui autrefois estoit au comte de Tolose, sur le bord de la rivière Tarn, au bout du pont, du costé de ladite ville de Montauban ». L'évêque a souhaité conserver toutes les salles inférieures mais a fait détruire toutes les masures construites dessus en décembre 1658. Il a racheté les dix maisons qui avaient été construites dans l'enceinte du Château-Neuf.
L'évêque demande, en 1663, aux consuls de lui céder la tour du pont Vieux qui avait été reconstruite après 1574 car elle est trop proche du palais qu'il veut construire. Elle est ensuite détruite.
Le 4 mars 1664, Bernard de Campmartin, « architecte pour le roi et maître des réparations royales en Languedoc », établit les devis et les plans de maçonnerie et charpenterie du palais épiscopal de Montauban pour l'évêque Pierre de Bertier (ou Berthier). Le palais des évêques est construit sur l'emplacement du château des Anglais, appelé château Renaud, à côté du pont. Il avait été sérieusement touché pendant le siège de Montauban. Les plans de Bernard Campmartin montrent que le palais des évêques était inspiré par le château de Laréole construit par Dominique Bachelier en 1579 pour le Trésorier de France, Pierre de Cheverry.
En 1665, les consuls profitent des travaux du palais épiscopal pour élargir la rue des Bains, actuelle rue de l'hôtel de ville.
L'implantation de la nouvelle aile le long du pont (nord-ouest), perpendiculaire au corps principal le long du Tarn, a réduit la largeur de la voie d'accès au pont. La voie a été rectifiée au XVIIIe siècle pour lui donner une largeur constante, parallèlement à l'aile du palais épiscopal.
La construction a commencé par le corps de logis principal. La réalisation se poursuit par l'aile en retour côté sud puis la partie méridionale de l'aile en retour nord où se trouve l'escalier d'honneur. La longueur de la procédure d'acquisition des propriétaires nécessaires pour la poursuite des travaux a ralenti la construction. 
La construction du palais épiscopal est suffisamment avancée en 1671 pour que l'évêque Pierre de Bertier s'y installe. Les armes de l'évêque sont sculptées sur le cadre surmontant le portail de l'escalier d'honneur, mais il meurt en 1674 des suites d'un accident de carrosse. Le palais n'est pas encore terminé.
En 1676 le nouvel évêque, Michel Colbert de Saint-Pouange, cousin de Colbert, arrive à Montauban. Il va poursuivre activement les travaux en engageant les travaux d'achèvement de l'aile sud et de construction du pavillon nord-est où est située la chapelle, en 1679. Il signe un bail à construire avec les maîtres maçons Guillaume Coffinal et Géraud Calvet. Un bail à faire les charpentes est signé le 27 ou 28 décembre 1679. La finition extérieure des murs est sous-traitée à deux maçons, Perrès et Réal, le 25 août 1680.

### Après 1791
Pendant la Révolution française, le palais est devenu bien national en 1790. Il est vendu aux enchères le 25 mars 1791 et adjugé à la commune pour le prix de 81 450 francs pour en faire son hôtel de ville. 
Une partie des salles de l'hôtel de ville après le départ du tribunal du district, il a été possible d'y installer la donation faite par le baron Vialette de Mortarieu de 68 tableaux, en 1843.
En 1852, Jean-Auguste-Dominique Ingres a donné à la ville de Montauban 54 peintures et 24 vases grecs ou étrusques. À sa mort, en 1867, la ville a reçu une donation très importante qui a été mise en valeur par son ami, Armand Cambon. La collection s'est enrichie d'autres dons. Les collections possédées par la ville vont se trouver à l'étroit
L'hôtel de ville a quitté l'ancien palais épiscopal pour s'installer dans le palais épiscopal saisi en 1906.
Les travaux d'aménagement du musée Ingres dans l'ancien palais épiscopal ont commencé en 1911.

### Protection
L'ancien palais épiscopal a été classé au titre des monuments historiques le 11 mars 1910.

## Galerie

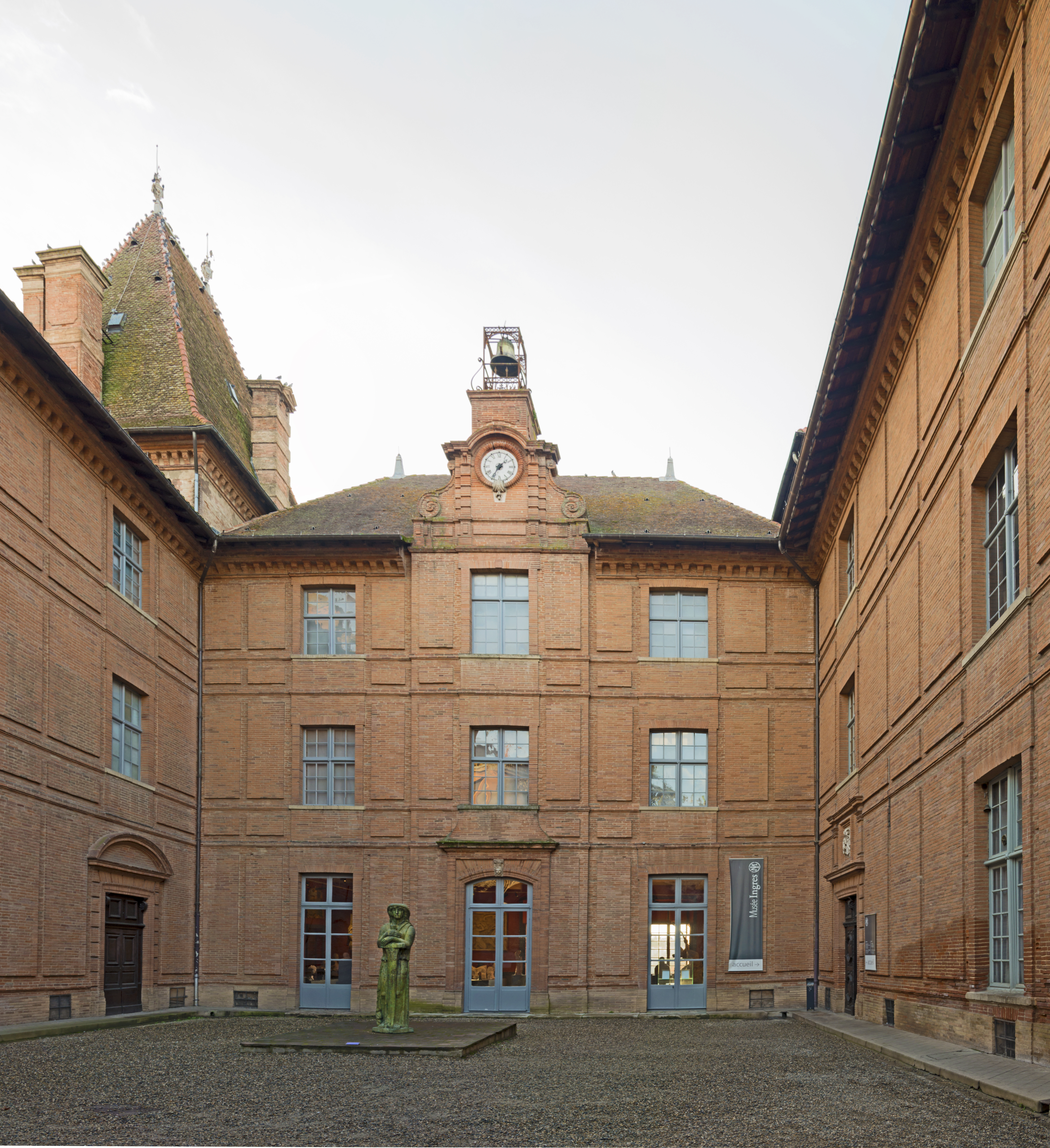
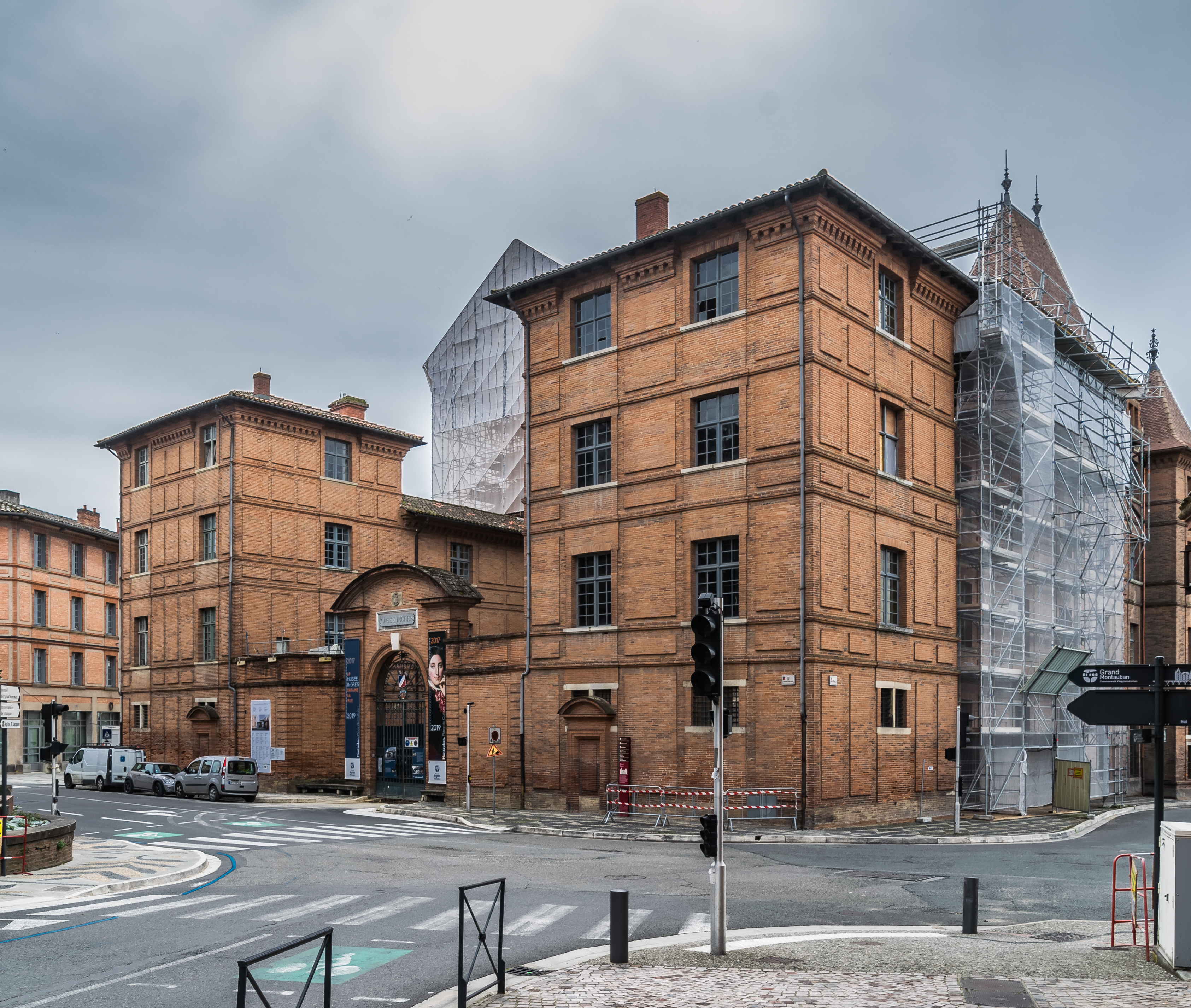
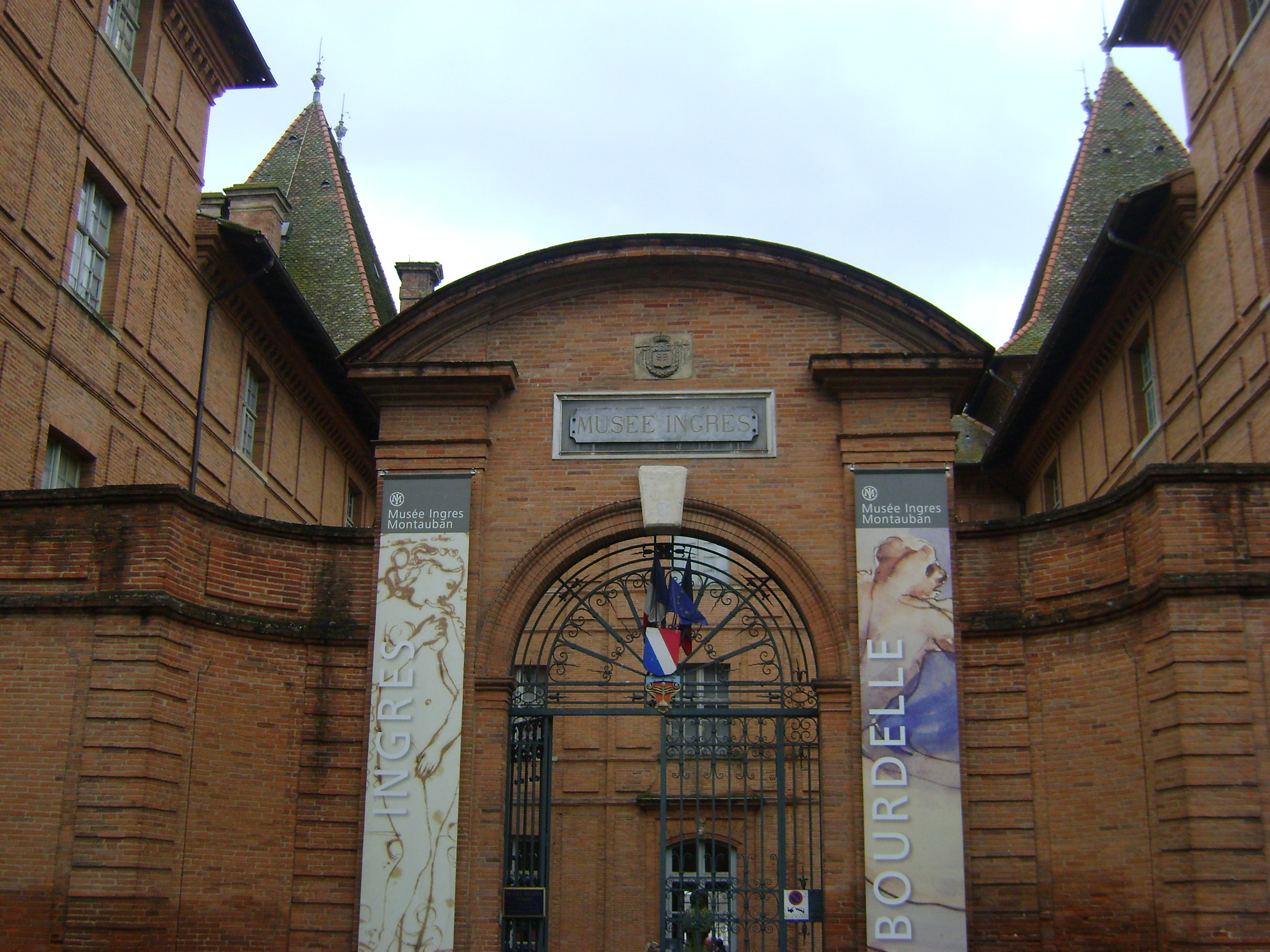
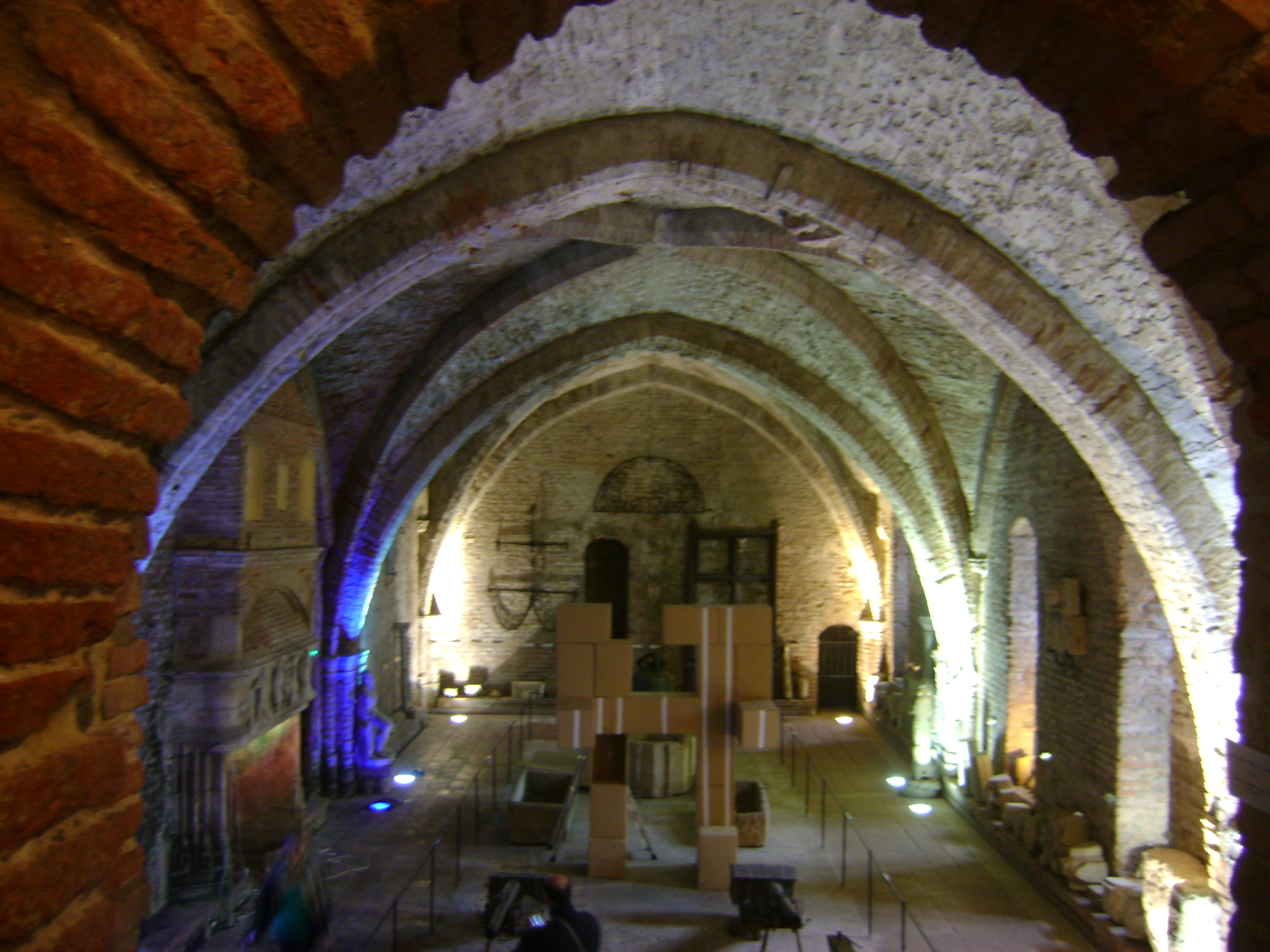